# Michel Alerme
Pour les articles homonymes, voir Alerme.
Marie Marcel Étienne Michel Alerme, né le 14 octobre 1878 à Arques-la-Bataille (Seine-Maritime) et mort le 1er mars 1949 dans le 8e arrondissement de Paris, est un ancien colonel de l'Armée française devenu journaliste et collaborateur durant la Seconde Guerre mondiale.

## Biographie
Admis à l'École spéciale militaire de Saint-Cyr en 1897 (promotion de Bourbaki), il opte pour les troupes coloniales à sa sortie et fait longuement campagne en outre-Mer, d'abord en Asie de 1900 à 1905 (Chine, Tonkin, Cochinchine), puis en Afrique de 1905 à 1912 (Madagascar, Afrique-Occidentale française et Mauritanie).
Capitaine en 1911, Alerme sert comme officier d'état-major de 1914 à 1917 et est promu chef de bataillon en 1916. Il obtient en 1915 la croix de guerre et la croix de chevalier de la Légion d'honneur. Il est détaché au cabinet du ministre de la Guerre le 8 mai 1917, puis officie comme sous-chef de cabinet de Georges Clemenceau à partir du 15 janvier 1919 sous les ordres du général Mordacq. Promu lieutenant-colonel en mai 1919, il réintègre l'armée active en janvier 1920 puis obtient un congé sans solde en 1921. 
Il mène ensuite une carrière de journaliste. Il est directeur de L'Écho national d'André Tardieu et directeur d'une filiale de l'agence Havas pour l'Extrême-Orient. Puis directeur de l'hebdomadaire Radio-magazine.
Lorsque Dominique Sordet, qui collabore à Radio-magazine, fonde en 1937 l'agence de presse Inter-France, Michel Alerme le rejoint. Il préside jusqu'en 1944 le conseil d'administration de cette agence anticommuniste, favorable sous l'Occupation à la collaboration. Il se présente alors publiquement comme un militant antisémite et collaborationniste. Il est aussi désigné en 1943 administrateur-gérant du quotidien Le Petit Parisien, contrôlé par les Allemands. Il donne des articles dans la presse collaborationniste (La Gerbe, Je suis partout).
Comme Sordet, il adhère en avril 1944 au Comité des amis des Waffen-SS. En juillet 1944, il signe à l'instar de Sordet et de presque tous les ténors de la collaboration la « déclaration commune sur la situation politique », une pétition réclamant le retour à Paris d’un gouvernement élargi « par l’entrée des éléments indiscutables » et des « sanctions sévères, allant jusqu’à la peine capitale, à l’égard de tous ceux dont l’action encourage la guerre civile ou compromettrait la position européenne de la France »
En 1944, après la chute du Régime de Vichy, il est recherché et poursuivi mais réussit à se cacher. Il figure sur la liste noire publiée par le CNE. Il meurt à Paris en 1949 sans avoir été capturé.
Il était le frère du comédien André Alerme.

## Publications
- Colonel Alerme, Les Causes militaires de notre défaite,  Publications du Centre d'études de l'Agence Inter-France, Paris, 1941[11].
- Colonel Alerme, Stratégie anglaise, Éditions du Centre d'études de l'Agence Inter-France, Paris, 1942[12].

## Sources
- Dossier de Légion d'honneur du colonel Alerme
- Pierre-Marie Dioudonnat, Les 700 rédacteurs de "Je suis partout": 1930-1944, Sedopols, 1993, p. 13